# Haydar Pashá
Haydar Pashá (en turco: Haydarpaşa) es un barrio del distrito de Kadıköy en la zona asiática de Estambul (Turquía). Ubicado en la costa del Mar de Mármara, colinda con Harem al noroeste y con Kadıköy al sureste. Es un área histórica casi con únicamnete edificios públicos.
Entre los edificios internacionalmente conocidos de la zona se encuentran la Terminal de Haydar Pashá, el puerto de Haydar Pashá y las Barracas de Selimiye en el contiguo Harem.

## Edificios notables
En Haydar Pashá se encuentran las siguientes estructuras públicas construidas en el siglo XIX o principios del XX durante la era otomana:

### Salud y educación

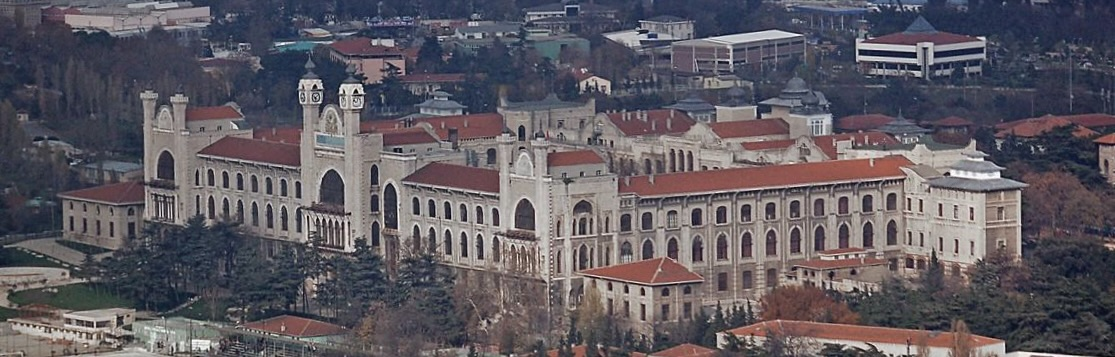
Edificio de la Facultad de Medicina de la Universidad de Mármara.

- Haydarpaşa Numune Hastanesi (Hospital Paragón de Haydar Pashá).[1]
- GATA Haydarpaşa Eğitim Hastanesi (Hospital de la Academia Médica Militar de Gülhane de Haydar Pashá).[2]
- Hospital Dr. Siyami Ersek — Reconocido hospital de cardiología.[3]
- Universidad de Mármara, Facultad de Medicina, sede Haydar Pashá. El edificio fue usado por el Haydarpaşa Lisesi (Bachillerato de Haydar Pashá) de 1933 a 1983.[4]
- Escuelas secundarias técnicas de Haydar Pashá.[5]

### Transporte

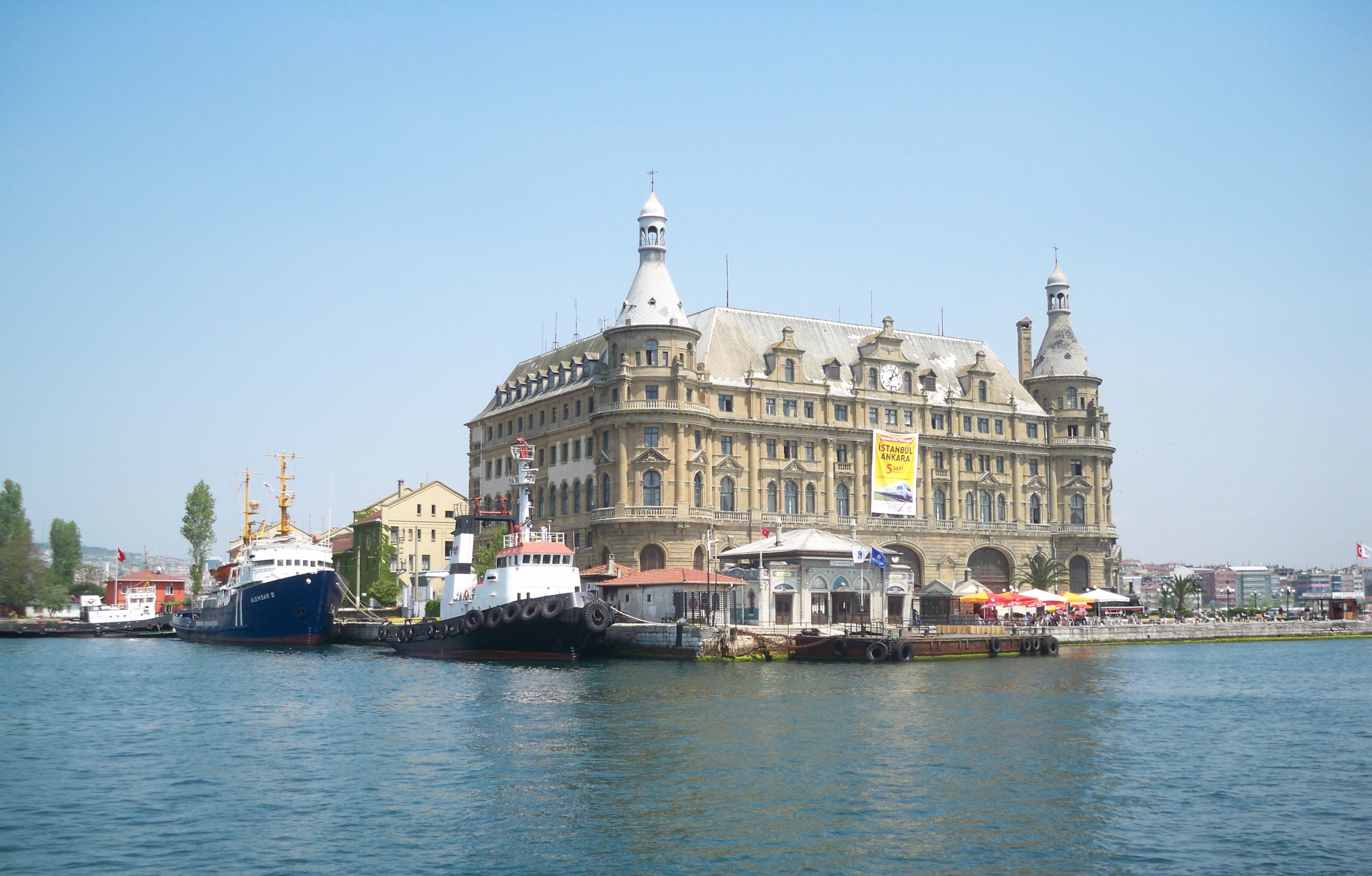
Terminal de Haydar Pashá.

- Terminal de Haydar Pashá — Una de las dos terminales ferroviarias de Estambul que sirve la red ferroviaria de Anatolia.[6]
- Puerto de Haydar Pashá — Mayor terminal de contenedores de Estambul.[7]
- Terminal de ferry de Haydar Pashá — Ferris que conectan los trenes hacia Sirkeci y Karaköy del lado europeo, y Kadiköy.

### Religión
- Cementerio de Haydar Pashá — Cementerio militar y civil histórico británico.

## Alrededores

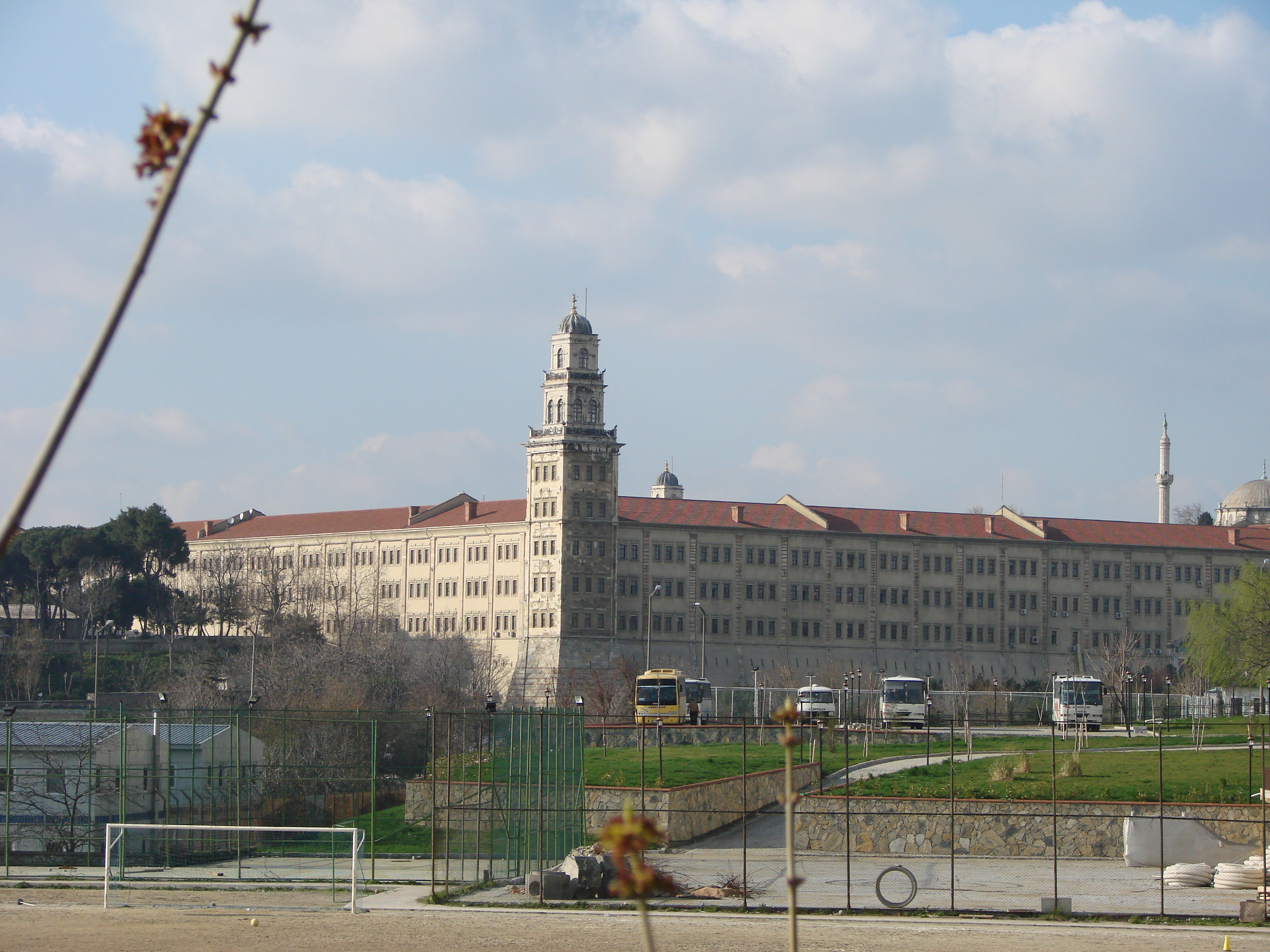
Barracas de Selimiye.

- Barracas de Selimiye — Barracas históricas donde Florence Nightingale sirvió entre 1854–1856.
- Cementerio de Karacaahmet — Cementerio más grande de Turquía.